# Club León
El Club León és un club de futbol mexicà de la ciutat de León, estat de Guanajuato, fundat el 31 d'agost de 1943, per la fusió de la Selecció de Guanajuato i Unión de Curtidores, amb el nom Unión-León i jugà inicialment al desaparegut Estadi Patria. Posteriorment jugà als estadis Enrique Fernández Martínez, el 1947 a l'Estadi La Martinica, i des de 1967 a l'Estadi León, també conegut com a Nou Camp. El club ha guanyat set lligues mexicanes els anys 1948, 1949, 1952, 1956, 1992, Apertura 2013 i Clausura 2014.

## Palmarès
- Liga MX: 
  - 1947-48, 1948-49, 1951-52, 1955-56, 1991-92, Apertura 2013, Clausura 2014

- Ascenso MX: 
  - Temporada 1989-90, Clausura 2003, Clausura 2004, Clausura 2008, Clausura 2012

- Copa MX: 
  - 1948-49, 1957-58, 1966-67, 1970-71, 1971-72

- Campeón de Campeones: 
  - 1947-48, 1948-49, 1955-56, 1970-71, 1971-72